# Риџали
Риџали су насељено мјесто у Босни и Херцеговини у општини Завидовићи које административно припада Федерацији Босне и Херцеговине. Према попису становништва из 1991. у насељу је живјело 394 становника.

## Становништво
| Демографија | Демографија | Демографија |
| Година      | Становника  | Становника  |
| ----------- | ----------- | ----------- |
| 1948.       | 77          |             |
| 1953.       | 111         |             |
| 1961.       | 160         |             |
| 1971.       | 282         |             |
| 1981.       | 381         |             |
| 1991.       | 394         |             |